# Lazagurría
Lazagurría (en basque Elizagorria) est une ville et une commune de la Communauté forale de Navarre (Espagne).
Elle est située dans la zone non bascophone de la province, dans la mérindade d'Estella et à 72,5 km de sa capitale, Pampelune. Sa population en 2017 était de 193 habitants, selon l'INE
Le castillan est la seule langue officielle alors que le basque n’a pas de statut officiel. Le secrétaire de mairie est aussi celui de Armañanzas et Torres del Rio.

## Histoire
A l'origine, l'endroit devait s'agir d'un petit centre de population très ancien, puisque dans certains champs, il est possible de trouver des morceaux de poterie sigillée qui deviennent de plus en plus petits car ils se désagrègent lors des travaux agricoles.
Cette ancienne villa appelée Licagorria a été offerte par le roi Sanche III, dit le Grand au monastère de San Juan de la Peña (1024). Elle a été réintégrée dans le patrimoine de la Couronne grâce à un prêt accordé par Sancho VII, dit le Fort, (1216) à l'abbaye. Le monastère d'Iranzu était alors propriétaire de trois collazos (fermes) du site qui lui rapportaient des revenus.
En 1368, le conseil de Viana l'acheta au roi et en fit l'un de ses hameaux. Cette situation dura jusqu'en 1782, date à laquelle Liçagorria se sépara de Viana. À la fin du XVIIIe siècle, il apparaît comme un lieu "exempt", bien qu'il soit rattaché au maire de Mendavia par le conseil royal en ce qui concerne les affaires civiles. Pour les autres questions, elle avait son propre maire ordinaire, élu par les habitants. C'est en 1534 que pour la première fois, la commune prendra le nom de Lazagurría.
Avec les réformes municipales espagnoles de 1835-1845, Lazagurría est devenue une municipalité indépendante, soumise au régime commun. À cette époque, le vicaire de la paroisse est nommé par l'évêque de Pampelune et fait partie du diocèse du même nom. En 1847, elle possédait une école.

## Démographie
| Évolution démographique                                    | Évolution démographique | Évolution démographique | Évolution démographique | Évolution démographique | Évolution démographique | Évolution démographique | Évolution démographique | Évolution démographique | Évolution démographique | Évolution démographique |
| 1996                                                       | 1998                    | 1999                    | 2000                    | 2001                    | 2002                    | 2003                    | 2004                    | 2005                    | 2006                    | 2007                    |
| ---------------------------------------------------------- | ----------------------- | ----------------------- | ----------------------- | ----------------------- | ----------------------- | ----------------------- | ----------------------- | ----------------------- | ----------------------- | ----------------------- |
| 245                                                        | 236                     | 236                     | 227                     | 221                     | 219                     | 208                     | 207                     | 207                     | 205                     | 200                     |
| Sources: Lazagurría et instituto de estadística de navarra |                         |                         |                         |                         |                         |                         |                         |                         |                         |                         |

### Sources
- (es) Cet article est partiellement ou en totalité issu de l’article de Wikipédia en espagnol intitulé « Lazagurría » (voir la liste des auteurs).